# Vajdalak
Vajdalak (szerbül Војводинци / Vojvodinci, románul Voivodinț, németül Wojwodintz) település Szerbiában, a Vajdaságban, a Dél-bánsági körzetben, Versec községben.

## Fekvése
Versectől délkeletre, a Karas jobb partján, Mélykastély, Jám és Udvarszállás közt fekvő település.

## Története
Vajdalakról az első ismert adat a török hódoltság utánról maradt fenn, ekkor már lakott helységnek írták, majd az 1717. évi kamarai jegyzékben is előfordult Woivodinzi néven, 77 házzal, és a Mercy-féle térképen is szerepelt, de később elpusztult és 1761-ben már csak pusztának írták.
1783-ban ismét lakott helyként említették, majd 1829-ben a gróf Bethleni Bethlen család kapta meg a kincstártól kárpótlásképpen. A Bethlen család 1874-ig volt a település birtokosa, majd gróf Mikes Miklós és felesége báró Bornemisza Janka lett birtokosa.
1883-ban doktor Kormos Béla és neje Ágoston Róza vették meg.
1910-ben 1544 lakosa volt, melyből 22 magyar, 1469 román, 21 szerb volt. Ebből 27 római katolikus, 1513 görögkeleti ortodox volt.
A trianoni békeszerződés előtt Temes vármegye Verseczi járásához tartozott.

## Népesség

### Demográfiai változások
| 1948 | 1953 | 1961 | 1971 | 1981 | 1991 | 2002 | 2011 |
| ---- | ---- | ---- | ---- | ---- | ---- | ---- | ---- |
| 1196 | 1098 | 1012 | 902  | 727  | 593  | 417  | 363  |

## Nevezetességek
- Görögkeleti temploma - 1785-ben épült

## Források

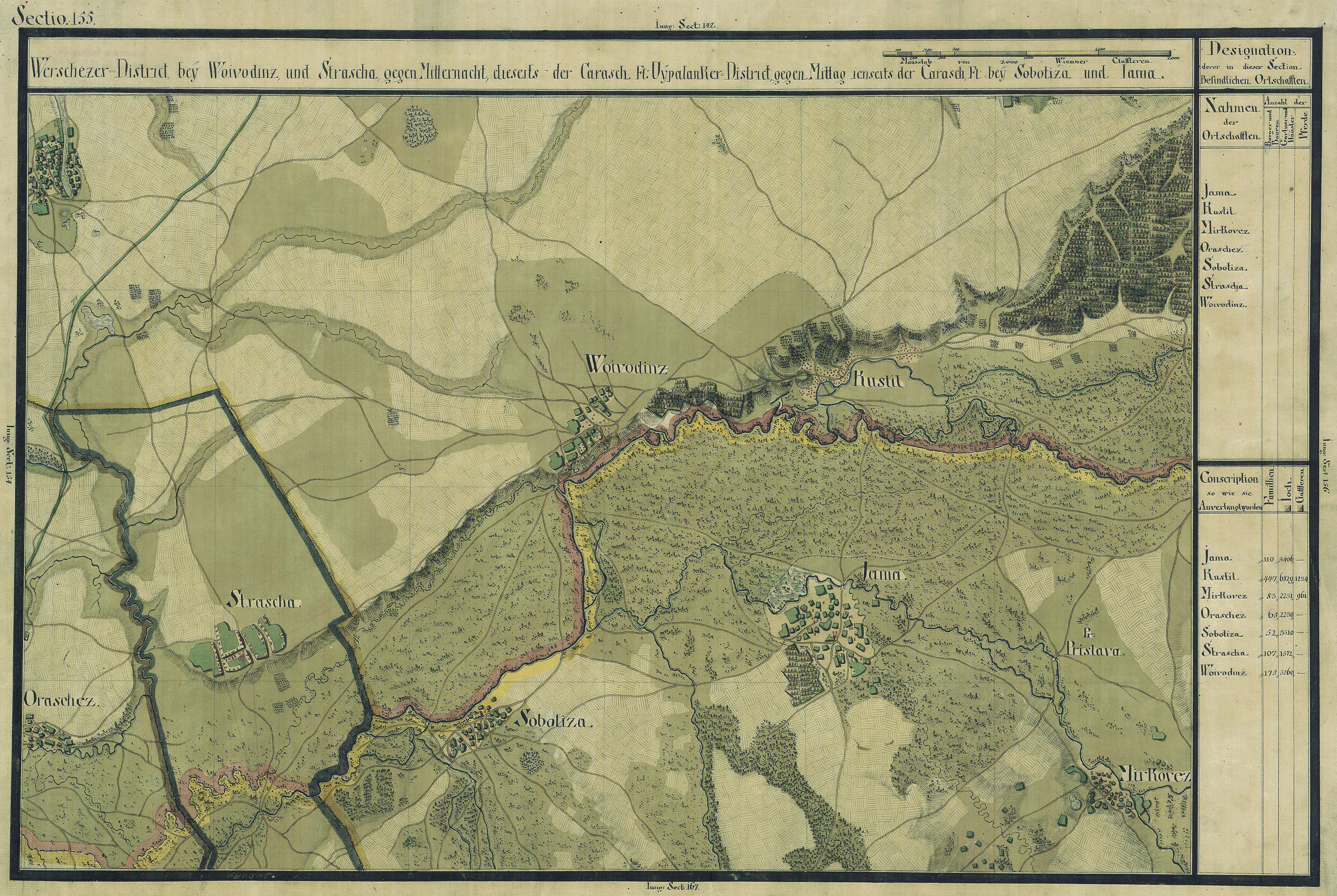
Vajdalak egy régi térképen